# Provinsmesterskabsturneringen 1930-31
Provinsmesterskabsturneringen 1930-31 var den 18. udgave af en fodboldturnering for herrer organiseret af DBU, hvor den bedste klub fra hver af de fem lokalunioner kæmpede om Provinsmesterskabet. Turneringen blev for første gang vundet af B 1909.  Det var sidste gang, at turneringen blev afviklet.

Vinderen af det jyske mesterskab 1930-31, Esbjerg fB, deltog ikke, idet dårligt vejr havde forsinket det jyske mesterskab så meget, at en vinder ikke var fundet før Provinsmesterskabets planlagte start d. 24. maj 1931.

## Semifinaler
| 7. juni 1931 |

| Helsingør IF | 6 - 3 | Rønne IK |
| ------------ | ----- | -------- |
|              |       |          |

| Helsingør |

| 7. juni 1931 |

| B 1909                                                                              | 7 - 1   | B 1901   |
| ----------------------------------------------------------------------------------- | ------- | -------- |
| Creutz Jensen 1-1', 5-1' · G. Nørby 2-1', 3-1', 6-1', 7-1' · Aksel Christensen 4-1' | (3 - 1) | ?? 16' · |

| Odense Tilskuere: 1.500 |

## Finale
| 21. juni 1931 13.45 |

| B 1909                                              | 3 - 2   | Helsingør IF            |
| --------------------------------------------------- | ------- | ----------------------- |
| G. Nørby 1-0' · Creutz Jensen 2-0', 3-0' str., str. | (1 - 0) | ?? 3-1' str. · ?? 85' · |

| Odense Tilskuere: 1.000 Dommer: Lauritz Sørensen, Vejle |